# Piper melchior
Piper melchior là một loài thực vật có hoa trong họ Hồ tiêu. Loài này được (Sykes) M.A. Jaram. mô tả khoa học đầu tiên năm 2008.